# Saint-Jean-de-Sauves
Saint-Jean-de-Sauves är en kommun i departementet Vienne i regionen Nouvelle-Aquitaine i västra Frankrike. Kommunen ligger i kantonen Moncontour som tillhör arrondissementet Châtellerault. År 2022 hade Saint-Jean-de-Sauves 1 292 invånare.

## Befolkningsutveckling
Antalet invånare i kommunen Saint-Jean-de-Sauves
| Referens: INSEE |